# آریچوا (ال کلائو-چوکویتو)
آریچوا (به اسپانیایی: Arichuwa) یک کوه در پرو است که در Peru, Puno Region, Chucuito Province, El Collao Province واقع شده‌است. آریچوا ۵٬۰۰۰ متر بالاتر از سطح دریا واقع شده‌است.